# Aquilo (banda)
Aquilo é um duo britânico originário de Silverdale, Lancashire, Inglaterra e composto por Tom Higham e Ben Fletcher. Eles começaram a ganhar reconhecimento em 2013 por seus singles "Calling Me" e "You There", além de seus cinco EPs.
O álbum de estreia do duo, Silhouettes, foi lançado em 27 de janeiro de 2017.

## História

### Início de carreira
Higham and Fletcher cresceram sendo vizinhos em Lake District. Ambos eram parte de bandas de rock rivais em sua cidade natal. Higham estudou produção musical na faculdade. Os dois trabalharam em seus projetos musicais individuais antes de formarem Aquilo.

### 2013–presente:Aquilo,HumaneCalling Me

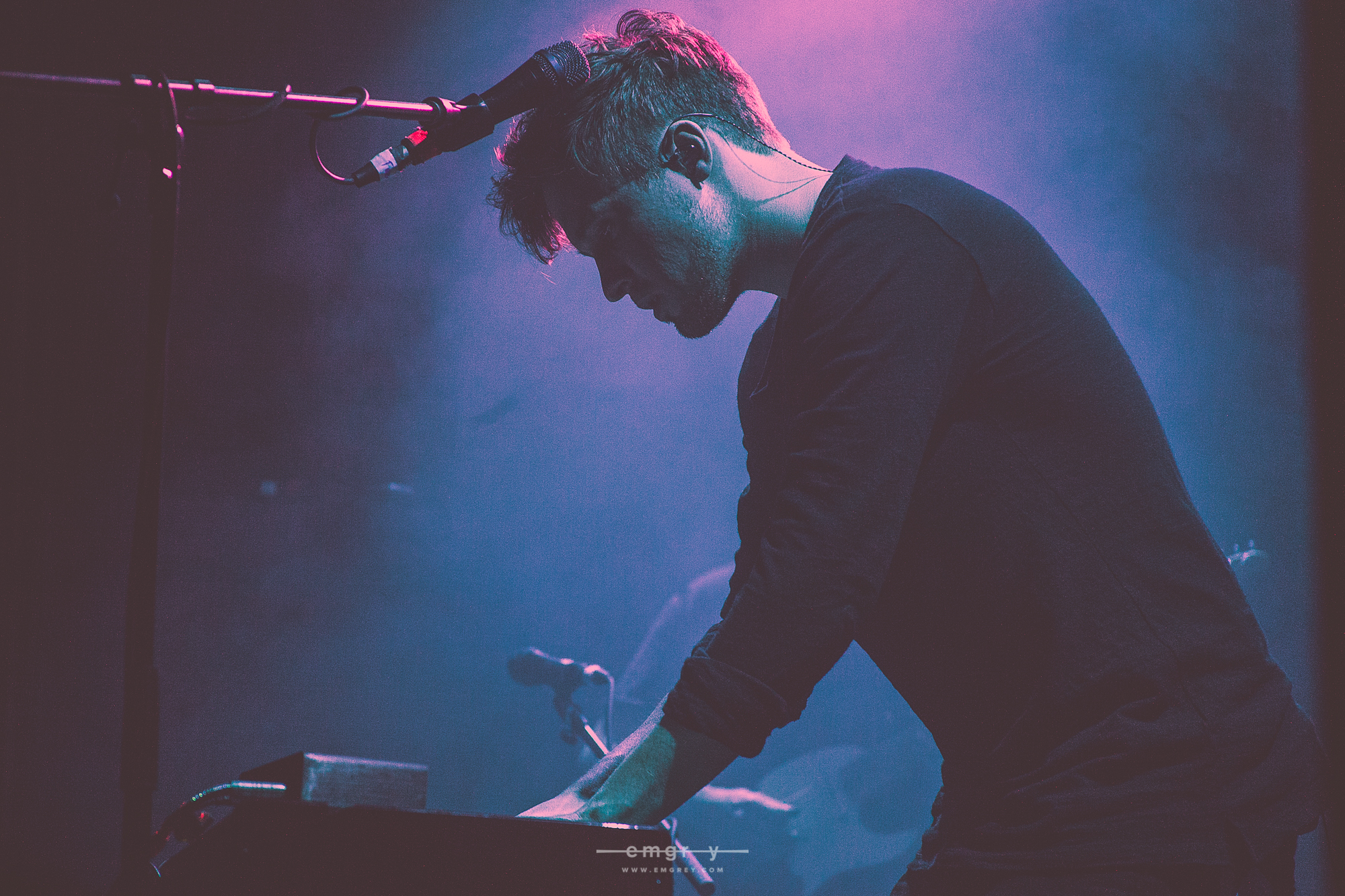
Tom Higham

Aquilo começou a ganhar reconhecimento em 2013, depois de lançarem suas faixas de estréia "You There" e "Calling Me". "You There" foi incluído na BBC Radio 1's em 12 de junho de 2014 e na Best Of BBC Introducing Stage. A canção também participou do trailer do filme Marcados Pela Guerra, de 2014. Além disso, eles apresentaram "Calling Me" e "You There" no Festival de Glastonbury em 28 de junho de 2014. Eles também tocaram no Kendal Calling de 2014. O primeiro EP do duo, Aquilo, foi lançado em 3 de março de 2014.
Em 8 de dezembro de 2014, eles lançaram seu segundo EP, Human.
Em 5 de março de 2015, sua música "Losing You" foi lançada no YouTube e no SoundCloud. A faixa já foi ouvida mais de 3,4 milhões de vezes no SoundCloud até agora. Aquilo também lançou seu terceiro EP, Calling Me, em 1 de junho de 2015.
Em 17 de março de 2015, eles se apresentaram ao lado do duo Oh Wonder, na O2 Forum Kentish Town, Londres.

## Características musicais
Sua música foi descrita como "um electro-pop calmo e suave" e "um tipo de uma eletrônica sedutora, triste e sonhadora".

## Discografia

### Álbuns de estúdio
- Silhouettes (2017)
- ii (2018)
- A safe place to be (2021)
- A quiet invitation To a Hard conversation (2024)
- You should get some sleep (2024)

### EPs
| Título                     | Detalhes                                                                                         |
| -------------------------- | ------------------------------------------------------------------------------------------------ |
| Aquilo                     | - Lançamento: 3 de março de 2014 - Gravadora: Believe Recordings - Formato: Download digital     |
| Human                      | - Lançamento: 8 de dezembro de 2014 - Gravadora: Island Records - Formato: Download digital, 12" |
| Calling Me                 | - Lançamento: 1 de junho de 2015 - Gravadora: Island Records - Formato: Download digital, 12"    |
| Painting Pictures Of A War | - Lançamento: 4 de dezembro de 2015 - Gravadora: Island Records - Formato: Download digital, 12" |
| Midnight (Live)            | - Lançamento: 29 de janeiro de 2016 - Gravadora: Island Records - Formato: Download digital, 12" |

### Singles
- "You There" (2014)
- "I Gave It All" (2014)
- "Losing You" (2014)
- "Calling Me" (2015)
- "Good Girl" (2015)
- "Sorry" (2016)
- "So Close to Magic" (2016)
- "You Won't Know Where You Stand" (2017)
- "Silhouette" (2017)
- "Sober" (2020)